# Kasimata, Gubbi
Kasimata là một làng thuộc tehsil Gubbi, huyện Tumkur, bang Karnataka, Ấn Độ.